# Diffazur Piscines
 (mai 2022).
Diffazur Piscines est une entreprise familiale française qui dessine et construit des piscines pour les particuliers et les professionnels. Diffazur est le 1er constructeur européen de piscines en béton armé et le 3e mondial. 
Fondée en 1974 à Saint-Laurent-du-Var dans la région Provence-Alpes-Côte d'Azur, l'entreprise compte 19 agences et points de vente en France et plus de 350 employés. L'entreprise intervient également en Italie, en Suisse, aux Pays-Bas et en Tunisie et au Maroc. 
L'entreprise Diffazur est spécialisée dans la construction de piscine en béton projeté. L'entreprise a été reconnue et plusieurs fois récompensée pour ses innovations notamment avec l'invention des plages immergées et des piscines à débordements, et piscine lagon haut de gamme.

## Histoire

### Origine et croissance (1974-1989)
Fondée le 21 janvier 1974 sous le nom "Diffazur Softwater" avec 10 000 francs, la société était à l'origine spécialisée dans le traitement de l'eau (adoucisseur pour eau de ville, traitement pour piscine, traitement d'eau de forage). 
En 1975, "Diffazur Softwater" se lance dans la piscine. Après quelques constructions en maçonnerie traditionnelle, Monique Richard et Gérard Benielli, déçus de la qualité des solutions existentes, voyagent pendant plusieurs mois aux États-Unis afin de rencontrer les constructeurs américains plus expérimentés. Ils y découvrent la technique du béton projeté, une méthode de mise en place du béton permettant de sculpter tout type de forme. À leurs retours, "Diffazur Softwater" devient "Diffazur Piscines" et l'entreprise se consacrera à la construction de piscines et de parcs aquatiques en béton projeté.
En 1976, Diffazur commercialise et construit ses premières piscines de forme-libre en béton projeté. L'année suivante, en 1977, l'entreprise invente les plages immergées, une plateforme de faible profondeur pour s’asseoir ou s'allonger. En 1984, Diffazur lance le Diffaclean, le premier système d'autonettoyage de piscine par le fond, importé des Etats-Unis. En 1985, l'entreprise invente les premières piscines à débordement.

### Adaptation au marché (1990-2008)
La récession du début des années 1990 est un tournant clé dans la vie de l'entreprise, qui voit le marché de la piscine s'effondrer. Pour pallier la crise, l'entreprise invente les piscines à bord miroir en 1990 pour le marché haut de gamme ; et lance les Diffusions en 1992, une collection de piscine familiales de forme prédéfinies à prix réduit pour l'entrée de gamme.
L'entreprise continue d'innover l'invention du "Figergun FC3 TECH" en 2002, une technique de projection breveté renforcée de fibres de carbone et organiques, pour laquelle elle sera récompensée en 2005. Cette méthode de construction permet de réduire le ferraillage de la piscine tout en améliorant la résistance du béton.

### Nouvelles crises, nouveaux enjeux (2009-2025)
Alors que la crise des subprimes arrive en France, Diffazur lance l'Ixess en 2008, une piscine de moins de 10 m2, de forme prédéfinie, ne nécessitant pas de déclaration préalable de travaux, s'adaptant aux terrains de plus en plus réduits.
En 2009, suivant le virage technologique, la société investit dans la start-up française So-Blue et lance son propre système de domotique pour piscine.
La pandémie de Covid-19 a eu un impact fort sur l'activité de l'entreprise, enregistrant jusqu'à 40% de commandes supplémentaires en 2021.
En avril 2025, Gérard Benielli, fondateur et PDG de Diffazur, décède à l'age de 77 ans. La direction est assurée par Monique Richard Benielli, fondatrice, assistée des seconde et troisième génération de la famille.

## Activités
Le groupe Diffazur est organisé en différentes sociétés, chacune spécialisée dans des domaines d'activités différents. 
- Diffazur Piscines : société spécialisée dans la construction de piscine en béton projeté.
- France Béton Project : société fille du groupe, F.B.P réalise près de 35 000 m3 de béton projeté par an[12].
- Diffaroc : société spécialisée dans la réalisation de décors de type faux rocher, bois et autres imitations d'éléments naturels en béton.